# 约瑟夫·戈龙卡
约瑟夫·戈龙卡（1938年1月6日—），斯洛伐克男子冰球运动员。他曾代表捷克斯洛伐克国家队参加1960年、1964年和1968年冬季奥林匹克运动会冰球比赛，获得一枚银牌和一枚铜牌。